# Giuditta (figlia di Carlo il Calvo)
Giuditta delle Fiandre, o Giuditta di Francia (843/4 – dopo l'870), fu, attraverso il suo matrimonio con due Re del Wessex, per due volte regina del Wessex, tra l'856 e l'860, poi, grazie al suo terzo matrimonio con Baldovino I, divenne la prima Contessa delle Fiandre. Giuditta fu quindi un'antenata dei successivi Conti delle Fiandre e matrigna, e successivamente cognata, di re Alfredo il Grande.

## Origine
Figlia primogenita del re dei Franchi occidentali e futuro Imperatore d'Occidente (875-877), Carlo il Calvo e della prima moglie, la nipote di Adalardo il Siniscalco, Ermentrude (ca. 830-†869), figlia del conte di Orleans, Oddone (o Eudes) I e d'Engeltrude di Fézensac (sorella di Adalardo), forse discendente di Carlo Martello.

## Biografia
Il Re del Wessex, Etelvulfo, che era stato in pellegrinaggio a Roma, durante il suo viaggio di ritorno nel Wessex, nell'856, si era fermato presso la corte del re dei Franchi occidentali, Carlo il Calvo, e nel mese di luglio, secondo gli Annales Bertiniani, la dodicenne Giuditta fu fidanzata al sessantenne Etelvulfo, già due volte vedovo. Il matrimonio fu celebrato il 1º ottobre 856, a Verberie sur Oise, in Piccardia (Francia), nel palazzo reale fatto costruire da Carlomagno; a Giuditta, in quell'occasione, il vescovo di Reims, Ingmaro, pose sul capo il diadema di regina, facendo di lei la prima regina consacrata d'Inghilterra. Quindi il padre, Carlo,  reperì le navi per il viaggio degli sposi e dei doni ricevuti per il matrimonio.

## Regina del Wessex
Poco dopo il ritorno in Inghilterra del Re e della sua neosposa, Etelbaldo, il figlio maggiore sopravvissuto di Etelvulfo, macchinò una cospirazione assieme all'Ealdorman del Somerset e al Vescovo di Sherborne per impedire a Etelvulfo di riassumere la corona. Per risolvere questa crisi Etelvulfo cedette la parte occidentale del regno al figlio, mentre mantenne per lui la parte centrale e orientale del Wessex. La restaurazione di Etelvulfo portò anche ad una speciale concessione nei confronti delle regine: i Sassoni occidentali in precedenza non consentivano alle regine di sedere accanto al re. Esse non erano nemmeno indicate come regine, ma semplicemente come "moglie del re". Questa restrizione venne eliminata per Giuditta, probabilmente a causa della sua condizione di principessa europea di alto lignaggio.
Alla morte di Etelvulfo, avvenuta il 13 febbraio 858, salì al trono il figlio Etelbaldo; lo stesso anno quest'ultimo, sempre secondo gli Annales Bertiniani, sposò l'ancor giovane matrigna rimasta vedova, guadagnandosi la censura da parte della Chiesa, in quanto la relazione venne considerata incestuosa e in diretta contravvenzione con la legge canonica; il matrimonio venne così annullato nell'860 sulla scorta della consanguineità degli sposi. In quello stesso anno Etelbaldo morì.

## Fuga con Baldovino delle Fiandre
In seguito alla morte del secondo marito, secondo gli Annales Bertiniani e gli Hincmari Remensis Annales, Giuditta, nell'861, vendette tutte le sue proprietà nel Wessex e ritornò in Francia. Gli Annales sia Bertiniani che di Hicmaro affermano inoltre che il padre la mandò nel monastero di Senlis dove essa sarebbe rimasta «sotto la sua protezione e la sua tutela reale ed episcopale, con tutti gli onori dovuti ad una regina, fino al momento in cui, se non avesse potuto mantenersi casta, si sarebbe sposata nel modo in cui prescrissero gli apostoli, cioè adeguatamente e legalmente».
Presumibilmente Carlo il Calvo intendeva combinare un nuovo matrimonio per la figlia; in ogni caso, attorno al Natale 861, Giuditta fuggì assieme a Baldovino, futuro conte delle Fiandre, probabilmente dopo essersi sposati nel monastero di Senlis. Il racconto dell'avvenimento negli annali dipinge Giuditta non come la vittima passiva di un rapimento, bensì come parte attiva del fatto, fuggita dietro istigazione di Baldovino e apparentemente con il consenso del fratello Luigi il Balbo. Infatti, secondo gli Annales Bertiniani, nell'862, Luigi fu accusato di avere aiutatola sorella, Giuditta, a fuggire con il conte, Baldovino I delle Fiandre.
Furioso, il padre di Giuditta ordinò ai suoi vescovi di scomunicare la coppia; i fuggitivi si rifugiarono presso la corte di Lotario II di Lotaringia, cugino di Giuditta, in cerca di protezione, prima di recarsi da Papa Niccolò I per perorare la loro causa. Il Pontefice avviò le trattative diplomatiche e chiese a Carlo il Calvo di accettare l'unione come legalmente vincolante, e di accogliere la giovane coppia alla sua corte, cosa cui infine acconsentì. La coppia ritornò così in Francia e si sposò ufficialmente ad Auxerre nell'863.
La vicenda è confermata anche dal cronista Flodoardo, nella sua Historia Remensis Ecclesiae
Baldovino ricevette delle terre a Sud della Schelda, le Fiandre, benché queste ricoprissero un'area di dimensioni inferiori rispetto al corrispondente gau esistito nell'Alto Medioevo, affinché le proteggesse dagli attacchi dei Vichinghi. Gli storici discutono tuttora sulle motivazioni sottostanti al dono di re Carlo, in particolare se lo fece nella speranza che Baldovino morisse nelle battaglie con gli invasori, ma nonostante questo, il Conte riuscì a gestire la situazione in modo efficace. Baldovino seppe reprimere la minaccia vichinga ed espanse rapidamente tanto il suo esercito quanto i suoi territori, divenendo un fedele sostenitore di Carlo il Calvo; la marca di Baldovino divenne ben presto nota come Contea delle Fiandre e sarebbe divenuta una dei principati più potenti di tutta la Francia.
Di Giuditta non si conosce la data esatta della morte. Morì ancora giovane, non molto tempo dopo l'870.

## Matrimoni e figli
Giuditta si sposò con re Etelvulfo del Wessex ed in seguito con il suo successore, Etelbaldo; da nessuna di queste unioni nacquero dei figli.
Dal terzo matrimonio, con Baldovino I delle Fiandre, Giuditta ebbe cinque figli:
- Carlo[20] (n. dopo 863 – morto giovane), apparentemente chiamato così in onore del nonno materno;
- Baldovino II[20] (865/7-918), che succedette al padre nel titolo di Conte delle Fiandre; sposò Ælfthryth, figlia di Alfredo il Grande;
- Raoul (Rodolfo)[20] (869 circa – 896), Conte di Cambrai[20], e venne ucciso da Erberto I di Vermandois nell'896 dopo che, Erberto era stato assediato nelle sue proprietà dal re dei Franchi occidentali, Oddone e Rodolfo, che era al seguito di Oddone, ne approfittò per acquisire alcune proprietà di Erberto[21], che riappacificatosi con Oddone riottenne le sue proprietà, per cui entrò in conflitto con Rodolfo[21] e nei combattimenti, che ne seguirono, Erberto uccise Rodolfo[21][22];
- una figlia di cui non si conosce il nome;
- Guinidilda (870 circa – 904), che sposò il conte di Barcellona, Goffredo il Villoso.

Grazie ai suoi due matrimoni con due Re del Wessex, Giuditta fu due volte Regina del Wessex e fu quindi sia la matrigna che la cognata di Alfredo il Grande. Il figlio che Giuditta ebbe dal terzo matrimonio, Baldovino II delle Fiandre, avrebbe in seguito sposato la figlia di Alfredo, Ælfthryth (conosciuta anche come Elfrida). In virtù del suo terzo matrimonio essa divenne un'antenata di Goffredo di Buglione, primo Re di Gerusalemme dopo la Prima Crociata.

## Giuditta nella cultura
Giuditta è un importante personaggio in The Marsh King un romanzo storico giovanile di Cyril Walter Hodges, in cui è presente un figlio, frutto di fantasia, che essa ebbe dal matrimonio con Etelbaldo del Wessex.
Giuditta è inoltre presente in Judith of France, nel seguito, Journey for a Princess, entrambi di Margaret C. Leighton e nella serie TV "Vikings".

## Ascendenza
|                        |                  |                       | Genitori             |  |  | Nonni |  |  | Bisnonni   |  |  | Trisnonni       |  |
|                        |                  |                       |                      |  |  |       |  |  | Carlomagno |  |  | Pipino il Breve |  |
|                        |                  |                       |                      |  |  |       |  |  | Carlomagno |  |  | Pipino il Breve |  |
|                        |                  | Bertrada di Laon      |                      |  |  |       |  |  | Carlomagno |  |  |                 |  |
| Ludovico il Pio        |                  |                       |                      |  |  |       |  |  | Carlomagno |  |  |                 |  |
|                        |                  | Hildegard             | Geroldo di Vintzgau  |  |  |       |  |  |            |  |  |                 |  |
|                        |                  | Hildegard             | Geroldo di Vintzgau  |  |  |       |  |  |            |  |  |                 |  |
|                        |                  | Hildegard             | Emma d'Alemannia     |  |  |       |  |  |            |  |  |                 |  |
| Carlo il Calvo         |                  | Hildegard             |                      |  |  |       |  |  |            |  |  |                 |  |
|                        |                  | Guelfo I              | Ruthard              |  |  |       |  |  |            |  |  |                 |  |
|                        |                  | Guelfo I              | Ruthard              |  |  |       |  |  |            |  |  |                 |  |
|                        |                  | Guelfo I              | …                    |  |  |       |  |  |            |  |  |                 |  |
| Giuditta di Baviera    |                  | Guelfo I              |                      |  |  |       |  |  |            |  |  |                 |  |
|                        |                  | Hedwig di Baviera     | Isanbard             |  |  |       |  |  |            |  |  |                 |  |
|                        |                  | Hedwig di Baviera     | Isanbard             |  |  |       |  |  |            |  |  |                 |  |
|                        |                  | Hedwig di Baviera     | Thierdrada           |  |  |       |  |  |            |  |  |                 |  |
| Giuditta delle Fiandre |                  | Hedwig di Baviera     |                      |  |  |       |  |  |            |  |  |                 |  |
|                        | Adrian d'Orléans | Geroldo di Vintzgau   |                      |  |  |       |  |  |            |  |  |                 |  |
|                        | Adrian d'Orléans | Geroldo di Vintzgau   |                      |  |  |       |  |  |            |  |  |                 |  |
|                        | Adrian d'Orléans | Emma d'Alemannia      |                      |  |  |       |  |  |            |  |  |                 |  |
| Oddone d'Orléans       | Adrian d'Orléans |                       |                      |  |  |       |  |  |            |  |  |                 |  |
|                        |                  | Waldrada d'Orléans    | Lamberto di Hornbach |  |  |       |  |  |            |  |  |                 |  |
|                        |                  | Waldrada d'Orléans    | Lamberto di Hornbach |  |  |       |  |  |            |  |  |                 |  |
|                        |                  | Waldrada d'Orléans    | …                    |  |  |       |  |  |            |  |  |                 |  |
| Ermentrude d'Orléans   |                  | Waldrada d'Orléans    |                      |  |  |       |  |  |            |  |  |                 |  |
|                        |                  | Leotardo II di Parigi | Begone di Tolosa     |  |  |       |  |  |            |  |  |                 |  |
|                        |                  | Leotardo II di Parigi | Begone di Tolosa     |  |  |       |  |  |            |  |  |                 |  |
|                        |                  | Leotardo II di Parigi | Alpais               |  |  |       |  |  |            |  |  |                 |  |
| Engeltrude di Fézensac |                  | Leotardo II di Parigi |                      |  |  |       |  |  |            |  |  |                 |  |
|                        |                  | Grimilde              | …                    |  |  |       |  |  |            |  |  |                 |  |
|                        |                  | Grimilde              | …                    |  |  |       |  |  |            |  |  |                 |  |
|                        |                  | Grimilde              | …                    |  |  |       |  |  |            |  |  |                 |  |
|                        |                  | Grimilde              |                      |  |  |       |  |  |            |  |  |                 |  |

### Fonti primarie
- (LA)  Monumenta Germanica Historica, tomus IX.
- (LA)  Annales Bertiniani.
- (LA)  Monumenta Germanica Historica, tomus V.
- (LA)  Monumenta Germanica Historica, tomus I.
- (LA)  Monumenta Germanica Historica, tomus XXXVI.

### Letteratura storiografica
- Geary, Patrick J., Women at the Beginning su books.google.com
- Ward, Jennifer C., Women in England in the Middle Ages su books.google.com
- René Poupardin, I regni carolingi (840-918), in «Storia del mondo medievale», vol. II, 1979, pp. 583–635
- Allen Mawer, I vichinghi, in «Storia del mondo medievale», vol. II, 1979, pp. 734–769
- Humble, Richard, The Saxon Kings, Weidenfeld and Nicolson, Londra, 1980